# Ролде
Ролде (нід. Rolde, нід. вимова: [ˈrɔldə] ( прослухати)) — село в нідерландській провінції Дренте. Входить до муніципалітету А-ен-Гюнзе.
Його площа становить 24,67 км², а населення станом на 2021 рік складало 3 905 осіб.
До 1998 року мало статус окремого муніципалітету.

## Галерея

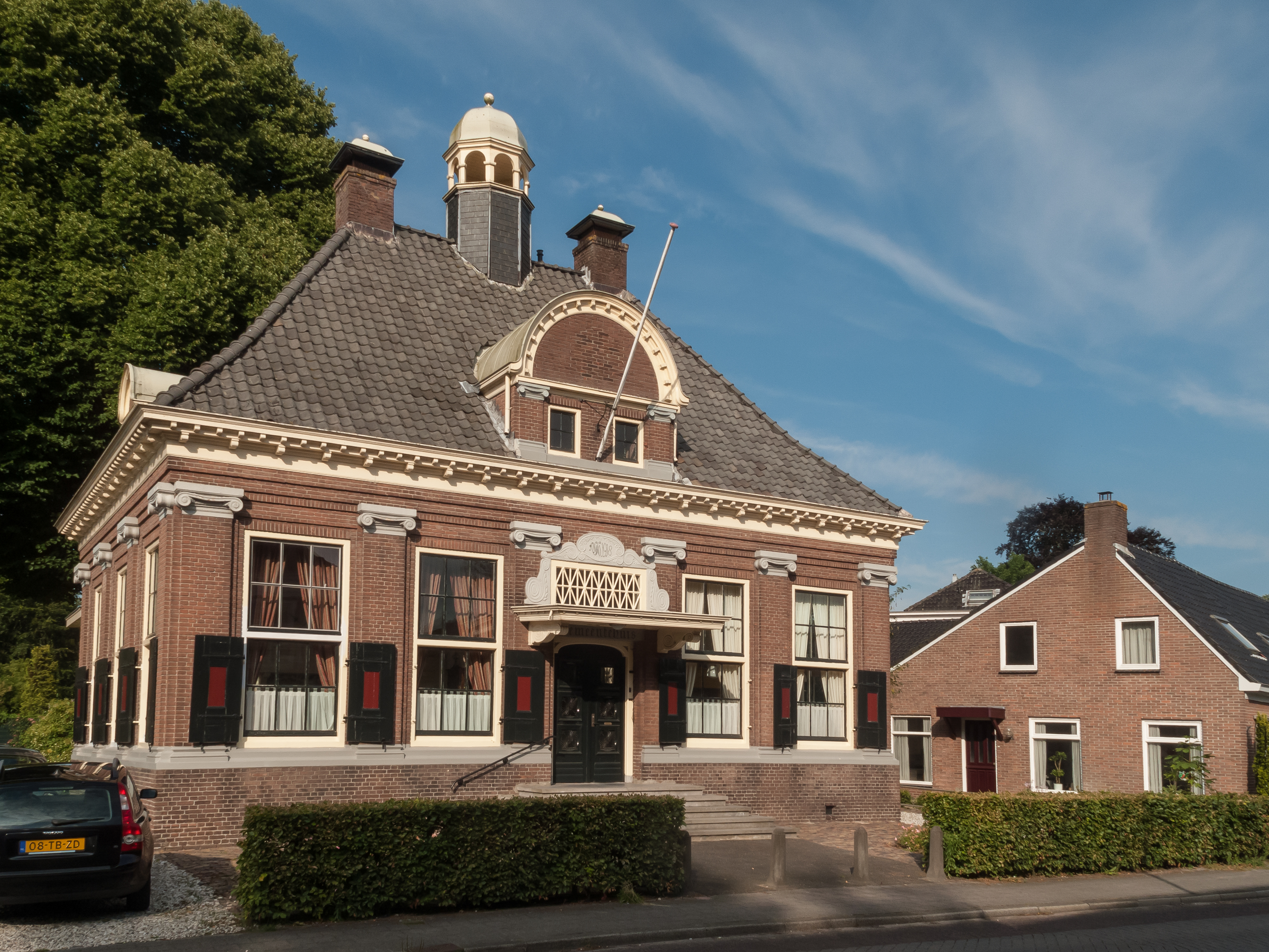
Колишня будівля мерії
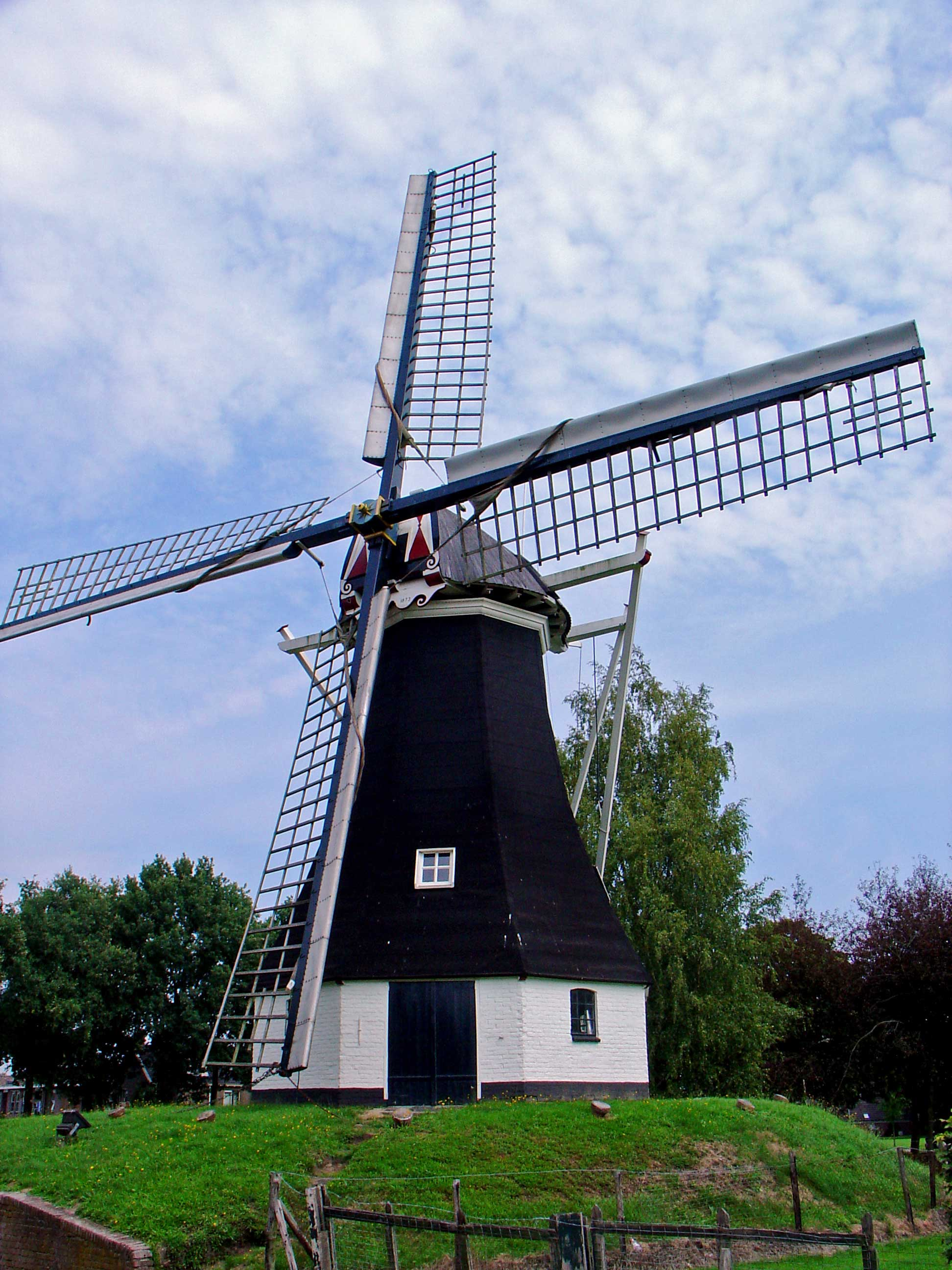
Вітряк у селі
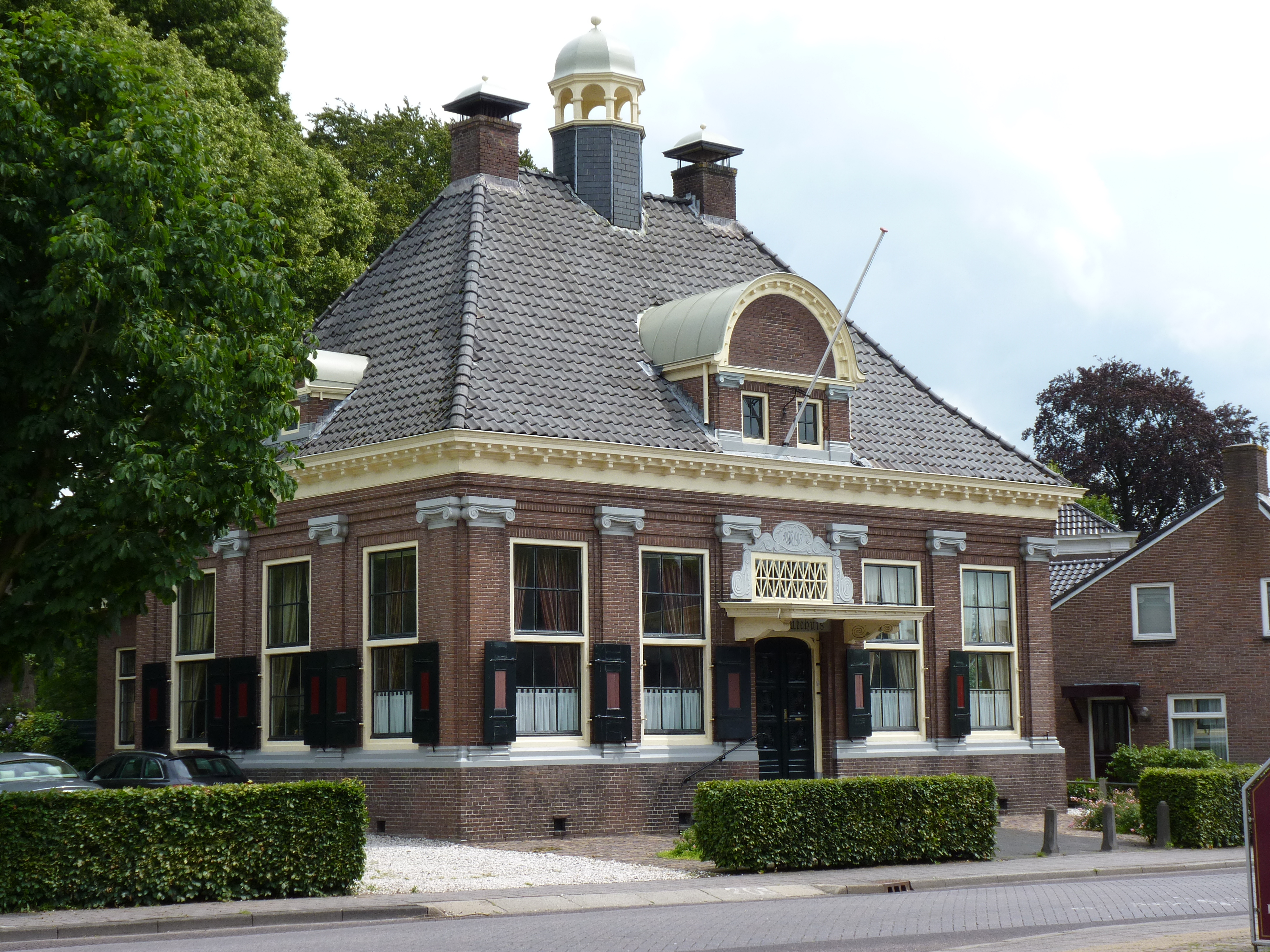
Колишня будівля мерії
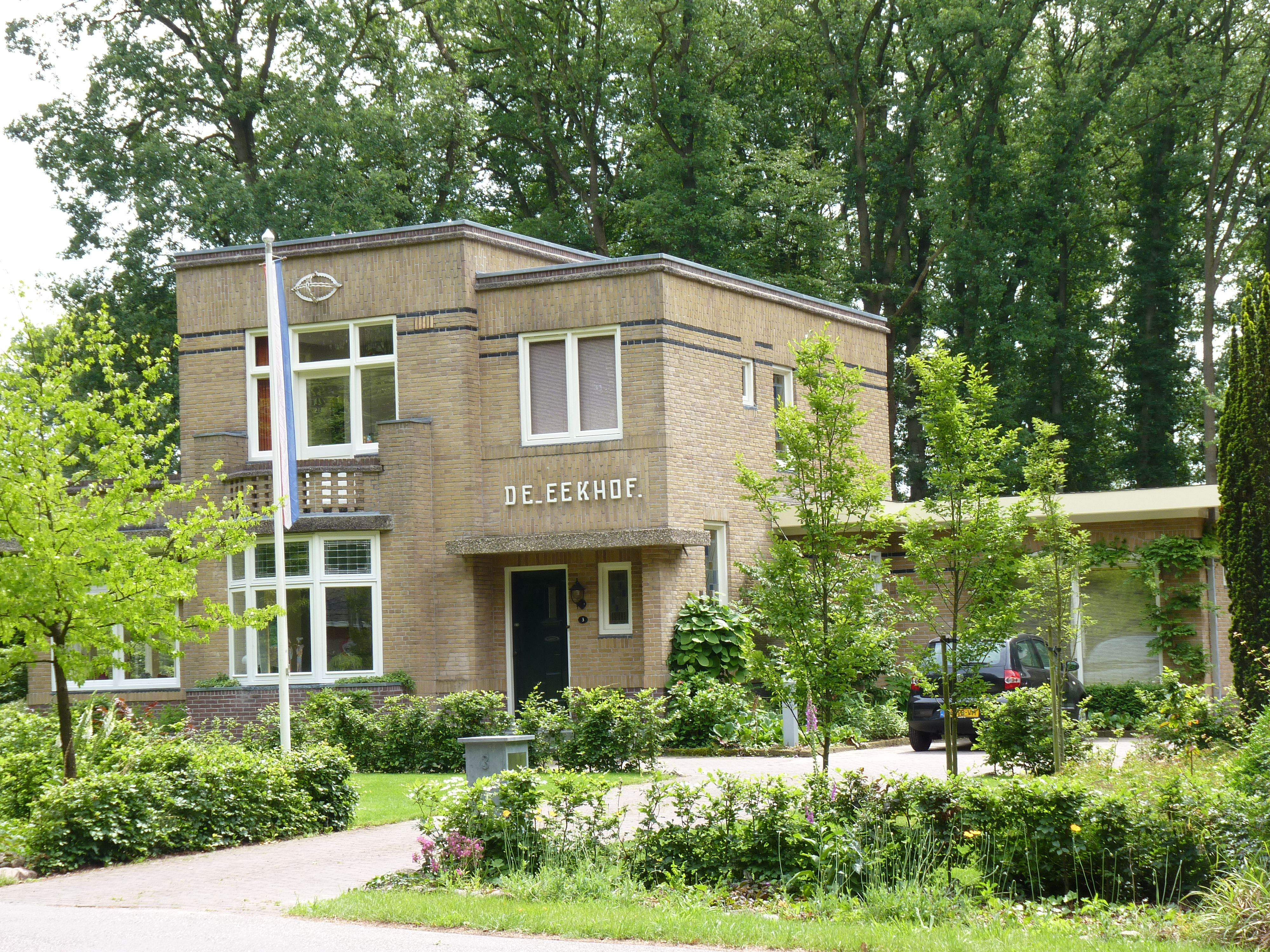
Вілла у Ролде